# Jardin du Grand Launay
Pour les articles homonymes, voir Launay.
Le jardin du Grand Launay est situé à Lanrivain dans le département des Côtes-d'Armor dans la région Bretagne.

## Histoire
Il prend place autour d'un manoir paysan des XVIIe et XVIIIe siècles. Ce jardin est conçu par la propriétaire Jean Schalit qui a acquis le manoir en 1973 et par le jardinier créateur, Gaël Boedec sur un terrain en friche. Au sein de ce lieu des éléments sont bien caractéristiques tels que sa porte en arc surbaissé et son puits en granit sculpté. Le jardin est organisé en chambres.
Le jardin est labellisé depuis 2013 « jardin remarquable ». Ce label est renouvelé en 2024.

## Description
Le jardin est organisé en plusieurs chambres. L'une d'entre elle expose de façon rigoureuse la paroi épaisse de tôles d'acier rouillé, soudées entre elles avec un trou au centre laissant passer la lumière. Un jeu de lumière est présent avec les espaces vides et pleins changeant selon les heures. De l'autre côté de ces parois se trouve un jardin d'eau où un filet d'eau coule résonnant dans un bassin de réception. 
L'autre zone de verdure, s’appelant « Jardin des Tentations », joue avec les courbes. C'est un verger, symbolisant la partie sage du jardin, puisqu'il est dominé par la production. Cependant, les troncs des arbres sont alignés. Les bases des arbres sont enroulées dans des mouvements d’enlacement. Ces serpents sont des buis, taillés en topiaire et guidés.